# Atom: The Beginning
Atom: The Beginning (アトム ザ・ビギニング, Atomu za Biginingu) est un manga écrit et dessiné par Tetsuro Kasahara, sous la supervision de Makoto Tezuka et Masami Yūki. Il s'agit d'une préquelle au manga Astro, le petit robot d'Osamu Tezuka. Il est prépublié depuis décembre 2014 dans le magazine Monthly Hero's de l'éditeur Shōgakukan, et vingt-trois tomes sont sortis en mai 2025. La version française est publiée par Kana depuis mai 2016,.
Une adaptation en anime est diffusée entre avril et juillet 2017 sur NHK au Japon et en simulcast sur Wakanim dans les pays francophones.

## Synopsis
Japon, cinq ans après la guerre, la reconstruction avance à grands pas grâce aux avancées de la robotique. Deux étudiants, Umatarō Tenma et Hiroshi Ochanomizu construisent le premier robot (le A106, surnommé "Six") doté d'une nouvelle technologie, le système "Bewusstsein". Ce système permet de donner une conscience au robot afin qu'il puisse acquérir une véritable autonomie.
Le Bewusstein va dépasser toute attente et petit à petit, le robot va commencer à ressentir des émotions. Mais un autre robot du même acabit du nom de "Mars" va faire son apparition...

## Personnages
Umatarō Tenma (天馬午太郎, Tenma Umatarō)
Voix japonaise : Yūichi Nakamura
Hiroshi Ochanomizu (お茶の水博士, Ochanomizu Hiroshi)
Voix japonaise : Takuma Terashima
A106
Voix japonaise : Satsuki Yukino
Moriya Tsutsumi (堤茂理也, Tsutsumi Moriya)
Voix japonaise : Takahiro Sakurai
Motoko Tsutsumi (堤茂斗子, Tsutsumi Motoko)
Voix japonaise : Mikako Komatsu
Ran Ochanomizu (お茶の水蘭, Ochanomizu Ran)
Voix japonaise : Ayane Sakura
Kensaku Han (伴俊作, Han Kensaku)
Voix japonaise : Kengo Kawanishi
Shunsaku Han (伴健作, Han Shunsaku)
Voix japonaise : Nobuo Tobita
Maria (マリア)
Voix japonaise : Yoshino Nanjō (en)

## Manga
La série Atom: The Beginning, scénarisée et dessinée par Tetsuro Kasahara, est publiée dans un premier temps dans le magazine Monthly Hero's de l'éditeur Shōgakukan à partir du 1er décembre 2014. Makoto Tezuka et Masami Yuki supervisent la ligne éditoriale en collaboration avec Tezuka Productions. Le magazine arrête d'être publié le 30 octobre 2020 et la série est transférée sur le site internet Comiplex à partir du 27 novembre 2020. À partir du 5 juin 2015, la série est publiée en sous format tankōbon et est toujours en production. La maison d'édition Kana publie la version française depuis le 20 mai 2016.

### Liste des volumes
| no                                                                                   | Japonais         | Japonais          | Français          | Français          |
| no                                                                                   | Date de sortie   | ISBN              | Date de sortie    | ISBN              |
| ------------------------------------------------------------------------------------ | ---------------- | ----------------- | ----------------- | ----------------- |
| 1                                                                                    | 5 juin 2015      | 978-4-86-468417-0 | 20 mai 2016       | 978-2-505-06655-2 |
| 2                                                                                    | 4 décembre 2015  | 978-4-86-468441-5 | 18 novembre 2016  | 978-2-505-06656-9 |
| 3                                                                                    | 3 juin 2016      | 978-4-86-468462-0 | 5 mai 2017        | 978-2-505-06921-8 |
| 4                                                                                    | 5 décembre 2016  | 978-4-86-468482-8 | 17 novembre 2017  | 978-2-505-06951-5 |
| 5                                                                                    | 5 avril 2017     | 978-4-86-468495-8 | 25 mai 2018       | 978-2-505-07062-7 |
| 6                                                                                    | 5 juin 2017      | 978-4-86-468503-0 | 23 novembre 2018  | 978-2-505-07172-3 |
| 7                                                                                    | 5 décembre 2017  | 978-4-86-468528-3 | 3 mai 2019        | 978-2-505-07391-8 |
| 8                                                                                    | 5 juin 2018      | 978-4-86-468570-2 | 8 novembre 2019   | 978-2-505-07644-5 |
| 9                                                                                    | 26 décembre 2018 | 978-4-86-468607-5 | 10 juillet 2020   | 978-2-505-08095-4 |
| 10                                                                                   | 5 juillet 2019   | 978-4-86-468656-3 | 19 février 2021   | 978-2-505-08512-6 |
| Extra : Au Japon, le tome 10 (ISBN 978-4-86-468657-0) est sorti en édition spéciale. |                  |                   |                   |                   |
| 11                                                                                   | 5 décembre 2019  | 978-4-86-468680-8 | 12 novembre 2021  | 978-2-505-08764-9 |
| 12                                                                                   | 5 juin 2020      | 978-4-86-468727-0 | 21 janvier 2022   | 978-2-505-11522-9 |
| 13                                                                                   | 4 décembre 2020  | 978-4-86-468765-2 | 15 avril 2022     | 978-2-50-511523-6 |
| 14                                                                                   | 5 mars 2021      | 978-4-86-468790-4 | 7 octobre 2022    | 978-2-50-511524-3 |
| 15                                                                                   | 5 août 2021      | 978-4-86-468822-2 | 31 mars 2023      | 978-2-50-511601-1 |
| 16                                                                                   | 5 janvier 2022   | 978-4-86-468863-5 | 23 juin 2023      | 978-2-50-512080-3 |
| 17                                                                                   | 27 mai 2022      | 978-4-86-468887-1 | 29 septembre 2023 | 978-2-50-512081-0 |
| 18                                                                                   | 29 mars 2023     | 978-4-86-468161-2 | 29 mars 2024      | 978-2-50-512595-2 |
| 19                                                                                   | 5 septembre 2023 | 978-4-86468-198-8 | 19 août 2024      | 978-2-50512-657-7 |
| 20                                                                                   | 5 mars 2024      | 978-4-86468-244-2 | 25 avril 2025     | 978-2-50513-246-2 |
| 21                                                                                   | 5 septembre 2024 | 978-4-86468-287-9 | 17 octobre 2025   | 978-2-50513-438-1 |
| 22                                                                                   | 26 décembre 2024 | 978-4-86805-038-4 |                   |                   |
| 23                                                                                   | 15 mai 2025      | 978-4-86805-068-1 |                   |                   |
| 24                                                                                   | 29 août 2025     | 978-4-86805-107-7 |                   |                   |

## Anime
Une adaptation en anime a été annoncée dans le numéro de juin 2016 du magazine Monthly Hero's de l'éditeur Shōgakukan. La série animée est réalisée par Katsuyuki Motohiro et Tatsuo Satō, écrite par Junichi Fujisaku et une animation produite par les studios OLM, Inc., Production I.G et Signal.MD. Takahiro Yoshimatsu est chargé du chara-design tandis que Shinobu Tsuneki, Yoshihiro Ishimoto and Shinichi Miyazaki s'occupent du design orienté mécanique/robotique. Le compositeur Noriyuki Asakura est chargé de la bande originale de la série. Cette dernière est composée de 12 épisodes qui a été diffusée du 15 avril 2017 au 8 juillet 2017 sur NHK,. En France, la série est diffusée sur Wakanim en simulcast.
La chanson du générique du début, intitulée Kaidoku Funō (解読不能), est interprétée par le groupe japonais After the Rain, tandis que la chanson du générique de fin, intitulée Hikari no Hajimar (光のはじまり), est interprété par Yoshino Nanjō (en).

### Liste des épisodes
| No | Titre français                | Titre japonais   | Titre japonais       | Date de 1re diffusion |
| No | Titre français                | Kanji            | Rōmaji               | Date de 1re diffusion |
| -- | ----------------------------- | ---------------- | -------------------- | --------------------- |
| 1  | Birth of the Mighty Atom      | 鉄腕起動         | Tetsuwan kidō        | 15 avril 2017         |
| 2  | Bewusstsein                   | ベヴストザイン   | Bevusutozain         | 22 avril 2017         |
| 3  | Pursuing the Respective Leads | それぞれの追跡   | Sorezore no tsuiseki | 29 avril 2017         |
| 4  | Welcome to Nerima U Festival  | 練大祭へようこそ | Neri taisai e yōkoso | 6 mai 2017            |
| 5  | Step on it! Maruhige Shipping | 激走マルヒゲ運送 | Gekisō Maruhige unsō | 13 mai 2017           |
| 6  | Lab 7's Annihilation!         | 7研壊滅す！      | 7-ken kaimetsu su!   | 20 mai 2017           |
| 7  | Ran and Princess Teru         | 蘭とTERU姫       | Ran to TERU hime     | 3 juin 2017           |
| 8  | Robot Wrestling               | ロボレス         | Roboresu             | 10 juin 2017          |
| 9  | Six is Unfit to Fight         | シックス戦闘不能 | Shikkusu sentō funō  | 17 juin 2017          |
| 10 | Battle Royale                 | バトルロイヤル   | Batoru roiyaru       | 24 juin 2017          |
| 11 | A Dialogue                    | 対話             | Taiwa                | 1er juillet 2017      |
| 12 | Beginning                     | ビギニング       | Biginingu            | 8 juillet 2017        |